# ويليام إي. ليمان
ويليام إي. ليمان (بالإنجليزية: William E. Lehman)‏ هو مهندس معماري أمريكي، ولد في 1874، وتوفي في 1951.